# Mr. Warmth: The Don Rickles Project
Mr. Warmth: The Don Rickles Project är en dokumentärfilm från 2007 i regi av John Landis, om ståuppkomikern Don Rickles.

## Handling
Filmen består av klipp från hela Rickles karriär varvat med nya intervjuer med honom. En föreställning på Stardust Casino i Las Vegas från 2006 framhävs mest. Filmen har också några av Rickles anmärkningsvärda TV och film framträdanden, bland annat hans många framträdanden på Tonight Show med Johnny Carson. Det finns också intervjuer från flera stå upp artister och kändisar som stött på Rickles under åren.

## Intervjuer
- Dave Attell
- Howard Blank
- Ernest Borgnine
- Mario Cantone
- Jack Carter
- Roger Corman
- Billy Crystal
- Robert De Niro
- Clint Eastwood
- Whoopi Goldberg
- Coach Leo Golembiewski
- Kathy Griffin
- Penn Jillette
- Jimmy Kimmel
- Larry King
- Peter Lassally
- John Lasseter
- Steve Lawrence
- Jay Leno
- Richard Lewis
- George Lopez
- Peggy March
- Ed McMahon
- Bob Newhart
- Tony O. Oppedisano
- Regis Philbin
- Sidney Poitier
- Carl Reiner
- Debbie Reynolds
- Chris Rock
- Jeffrey Ross
- Roseanne Barr
- Bob Saget
- Martin Scorsese
- Sarah Silverman
- Bobby Slayton
- Keely Smith
- Dick Smothers
- Tom Smothers
- John Stamos
- Harry Dean Stanton
- George Wallace
- Robin Williams